# 楊伊志
楊伊志（1501年—？年），字子任，號胥江，南直隸蘇州府吳縣人，明朝政治人物。

## 生平
七月初五日生，行一，治《易經》，嘉靖十年（1531年）由縣學增廣生中式辛卯科應天府鄉試第五十四名舉人，嘉靖十一年（1532年）聯捷壬辰科會試中式第一百六十一名，第二甲第二十七名進士。觀工部政，授南京工部主事，陞刑部員外郎，十四年十二月奉命往福建录囚。出为江西僉事，历任山東參議、湖廣副使、廣西左參政，陞河南按察使、福建右布政使、廣東左布政使，三十九年九月升都察院右副都御史、巡撫南贛汀漳，四十年（1561年）七月因闽广流贼进入江西劫掠，以剿贼不力，被革任回籍听勘。

## 家族
曾祖楊文富；祖楊信，贈戶科給事中；父楊昇，禮科給事中；母陳氏（封孺人）；生母何氏。慈侍下，妻陳氏。子允中、允元、允谐。